# Raffaele Mazio
Raffaele Mazio (* 24. Oktober 1765 in Rom; † 4. Februar 1832 ebenda; auch Raffaele Mazzio) war Kurienkardinal der römisch-katholischen Kirche.

## Leben
Raffaele Mazio, dessen Vater Giacomo, aus Roveredo GR, ebenfalls in der päpstlichen Verwaltung arbeitete, studierte Theologie am Collegio Romano und wurde 1791 von Papst Pius VI. zum Päpstlichen Zeremonienmeister ernannt. Der neue Papst Pius VII. ernannte ihn im Jahr 1800 zum Sekretär der Zeremonienkongregation und verlieh ihm den Titel eines Päpstlichen Ehrenkämmerers. Von 1801 bis 1805 arbeitete er für Kardinal Giovanni Battista Caprara als dessen Kämmerer. Während der französischen Besatzung Roms musste Mazio die Stadt verlassen und wurde schließlich in Cento gefangengehalten.
Erst im Frühjahr 1814 kam Mazio frei und konnte Papst Pius VII. in Cesena besuchen. Während der Verhandlungen unter anderem auf dem Wiener Kongress unterstützte er Kardinalstaatssekretär Ercole Consalvi. 1815 kehrte er schließlich nach Rom zurück und arbeitete ab 1816 an der Apostolischen Pönitentiarie. Pius VII. hatte ihm bereits im Juni 1815 den Titel eines Päpstlichen Hausprälaten verliehen. In den folgenden Jahren arbeitete er weiterhin mit Kardinal Consalvi zusammen und wurde Sekretär der Konsistorialkongregation und des Kardinalskollegiums. Zudem war er Sekretär des Konklaves von 1823.
Papst Leo XII. ernannte ihn im Dezember 1824 zum Assessor der Römischen und Universalen Inquisition. 1825 ernannte er Mazio zudem zum Apostolischen Protonotar.
Papst Pius VIII. nahm ihn am 15. März 1830 als Kardinalpriester von Santa Maria in Trastevere ins Kardinalskollegium auf. Über seine vorherigen geistlichen Weihen ist nichts bekannt. Er nahm von 1830 bis 1831 am Konklave teil, das Gregor XVI. wählte. Im folgenden Jahr erlag Kardinal Mazio einem Epilepsieleiden. Er wurde in seiner Titelkirche Santa Maria in Trastevere beigesetzt.